# Armadilloniscus lanyuensis
Armadilloniscus lanyuensis är en kräftdjursart som beskrevs av Kae Kyoung Kwon och Wang 1996. Armadilloniscus lanyuensis ingår i släktet Armadilloniscus och familjen Detonidae. Inga underarter finns listade i Catalogue of Life.